# شون فارس
شون فارس (بالإنجليزية: Sean Faris) (من مواليد 25 مارس 1982) هو ممثل وعارض أزياء أمريكي.

## في بداية حياته
نشأ فارس في ولاية تكساس، ثم انتقل إلى ولاية أوهايو في سن الثانية عشر ولقد بدأ حرفته في لوس انجليس منذ انتقاله أربع سنوات على تخرجه من المدرسة الثانوية.

## حياته الوظيفية
قرر فارس أن يصبح ممثلا في ال 17 من عمره. بدأ حياته المهنية كممثل وعارض أزياء في كليفلاند وإنضم [[الرابطة الدولية
للمواهب وعارضي الأزياء|لرابطة عارضي الأزياء والمواهب الدولية.وقد]] تم اختياره كعارض ازياء عام 1999 من المبتدئين الرجال في رابطة عارضي الزياء والمواهب الدولية ولكن في النهاية تخلى عن عرض الأزياء وركز في التمثيل. بعد ثلاثة اسابيع من تخرجه منالمدرسة الثانوية، انتقل فارس إلى ولاية كاليفورنيا. وقد قام فارس بدور مدفعي داني في مايكل باي الفيلم الحربي لبيرل هاربور جنبا إلى جنب مع نجوم معروفة مثل بن أفليك وجوش هارتنت.
وقد تألق فارس في العديد من المشاريع المختلفة، من بينهم اثنان من البرامج التلفزيونية، الحياة كما نعرفها، وريونيون، ولقد تم إلغاء كل منهم قبل نهاية الموسم الأول. ولعب أيضا دور وليام بيردزلي في تفضلوا بقبول فائق الاحترام، ولنا الألغام.
وقد تألق فارس أيضا في فيلم المنام مع أليكسا فيغا في عام 2004. وفي عام 2007، عمل فارس على ثلاثة أفلام متتالية، الاقوى ولا تتراجع أبدا، ومن بروكلين إلى مانهاتن. لقد تم عرض فيلم لا تتراجع أبدا في 14 مارس 2008، وأيضا الفيلمين الآخرين تم عرضهما في 2008.حاليا، يقوم فارس ببطولة وإنتاج فيلم زجاج العين مع مدير أعماله دينو ماي.
في عام 2008، تجرد فارس من ملابسه (تعرى) لمجلة كوزموبوليتان البريطانية لسبب وجيه، يدعم اختياره وهو زيادة الوعي  بسرطان البنكرياس. في العام نفسه، قام بدور البطولة في فيلم قصير اسمه  قدرنا .

## قائمة أفلامه

### فيلم
- الملتوية (2001) -- فرناندو كاستيلو
- والأخوية الجزء الثاني : الشباب السحرة (الخامس) (2001) -- جون فان اوين
- بيرل هاربور (2001) -- مدفعي داني
- المنام (2004) -- ستيف
- لكم فائق الاحترام ولنا الألغام ، (2005) -- وليام بيردزلي
- الحياة الاجتماعية الزهيدة للإيثان جرين (2005) -- اورلاندو
- قدرنا (2008) -- جوش
- لا تتراجع (فيلم) (2008) -- جايك تايلر
- زجاج العين (2008) -- داني
- آلة شبح (2009) -- توم
- قوية إلى الأبد (2009) -- ريك بيننج
- ملك المقاتلين (2010) -- كيو كوساناجي

http://www.streamizvf.com/

### التلفزيون
- عاري (2001-2001) -- دارين
- حتى ستيفنز (2002) -- سكوت بروكس -- أين بوكي ستيفنز في العالم؟
- مزيج البيت (2002) -- كريس ريد
- ربما يكون أنا (2002)  حلقة الحفلة الراقصة
- سمولفيل (2002) -- بايرون مور -- الموسيقى الهادئة
- عشية (2003) -- تشيب -- لاعب يسقط
- شجرة واحدة هيل (2003) --  فتى المدرسة الثانوية  -- والبحث عن شيء أكثر
- بوسطن العامة (2004) -- تروي موني -- الفصل تسعة وسبعون
- الحياة كما نعرفها (2004-2005) -- دينو ويتمان
- ريونيون (2005-2005) -- كريغ بروستر

#### ضيف
- جيمي كيميل لايف (2004) -- هو بنفسه—ممثل الحياة كما نعرفها
- اختيار جوائز المراهقين (2005) -- هو بنفسه—ينوب عن طاقم العمل في ريونيون الذي حاز على الجائزة الخامسة لأفضل طاقم عمل.
- TRL (برنامج على قناة OTV) (مارس 12، 2008) -- هو بنفسه—ممثل لفيلم  لا تتراجع ابدا  مع نجمة المعاونة آمبر هيرد

### منتج
- قدرنا [5] (2008)
- زجاج العين (2008)

## جوائز
الجوائز التي فاز بها
- 2008 : جائزة أفلام MTV -- لا تتراجع ابدا (أفضل قتال)
- 2007 : جائزة الشباب في هوليوود -- الوحيد للمشاهدة
- 2005 : جائزة الشباب بهوليوود [6]

## الترشيح
- 2005 : جائزة الفنان الشاب -- المنام (أفضل أداء في فيلم روائي طويل—أنسامبل الممثلين الشبان جنبا إلى جنب مع ميكا بورم، ايلين أبريل بويلان، كالي فلين تشايلدرس، سكوت تيلور كومبتون، بري لارسون، هنتر باريش، سارة باكستون، ايفان بيترز، كاتيجا بيفيك، ريان سلاتري، ودوجلاس سميث)

## روابط إضافية
- شون فارس على موقع IMDb (الإنجليزية)
- شون فارس على موقع روتن توميتوز (الإنجليزية)
- شون فارس على موقع ألو سيني (الفرنسية)
- شون فارس على موقع أول موفي (الإنجليزية)
- شون فارس على موقع إن إن دي بي (الإنجليزية)
- شون فارس على موقع قاعدة بيانات الفيلم (الإنجليزية)
- شون فارس على موقع كينوبويسك (الروسية)
- شون فارس في [[:<a title="MySpace" gtc:attrs="title:171," gtc:link="http://en.wikipedia.org/wiki/MySpace">MySpace</a>|ماي سبيس]]
- الموقع الرسمي لشون فارس

[الموقع الرسمي الثاني لشون فارس http://www.streamizvf.com/]